# Communauté de communes du canton de Pissos
La communauté de communes du canton de Pissos est une ancienne communauté de communes française, située dans le département des Landes et la région Nouvelle-Aquitaine.

## Historique
La communauté de communes a été créée le 14 septembre 1993 pour une prise d'effet immédiate.
Elle fusionne avec la communauté de communes du Pays d'Albret et la communauté de communes de la Haute Lande pour former la communauté de communes Cœur Haute Lande au 1er janvier 2017.

## Composition
Elle est composée des 6 communes du canton de Pissos :
| Nom              | Code Insee | Gentilé             | Superficie (km2) | Population (dernière pop. légale) | Densité (hab./km2) |
| ---------------- | ---------- | ------------------- | ---------------- | --------------------------------- | ------------------ |
| Pissos (siège)   | 40227      | Pisséens            | 140,75           | 1 401 (2014)                      | 10                 |
| Belhade          | 40032      | Belhadais           | 28,55            | 198 (2014)                        | 6,9                |
| Mano             | 40171      | Manéens             | 32,27            | 128 (2014)                        | 4                  |
| Moustey          | 40200      | Mousteyais          | 67,31            | 678 (2014)                        | 10                 |
| Liposthey        | 40156      | Lipostheyais        | 23,97            | 500 (2014)                        | 21                 |
| Saugnac-et-Muret | 40295      | Saugnac-et-Muretois | 109,37           | 945 (2014)                        | 8,6                |

## Démographie
| 2011  | 2012  |
| ----- | ----- |
| 3 720 | 3 764 |